# Kirsten Oswald

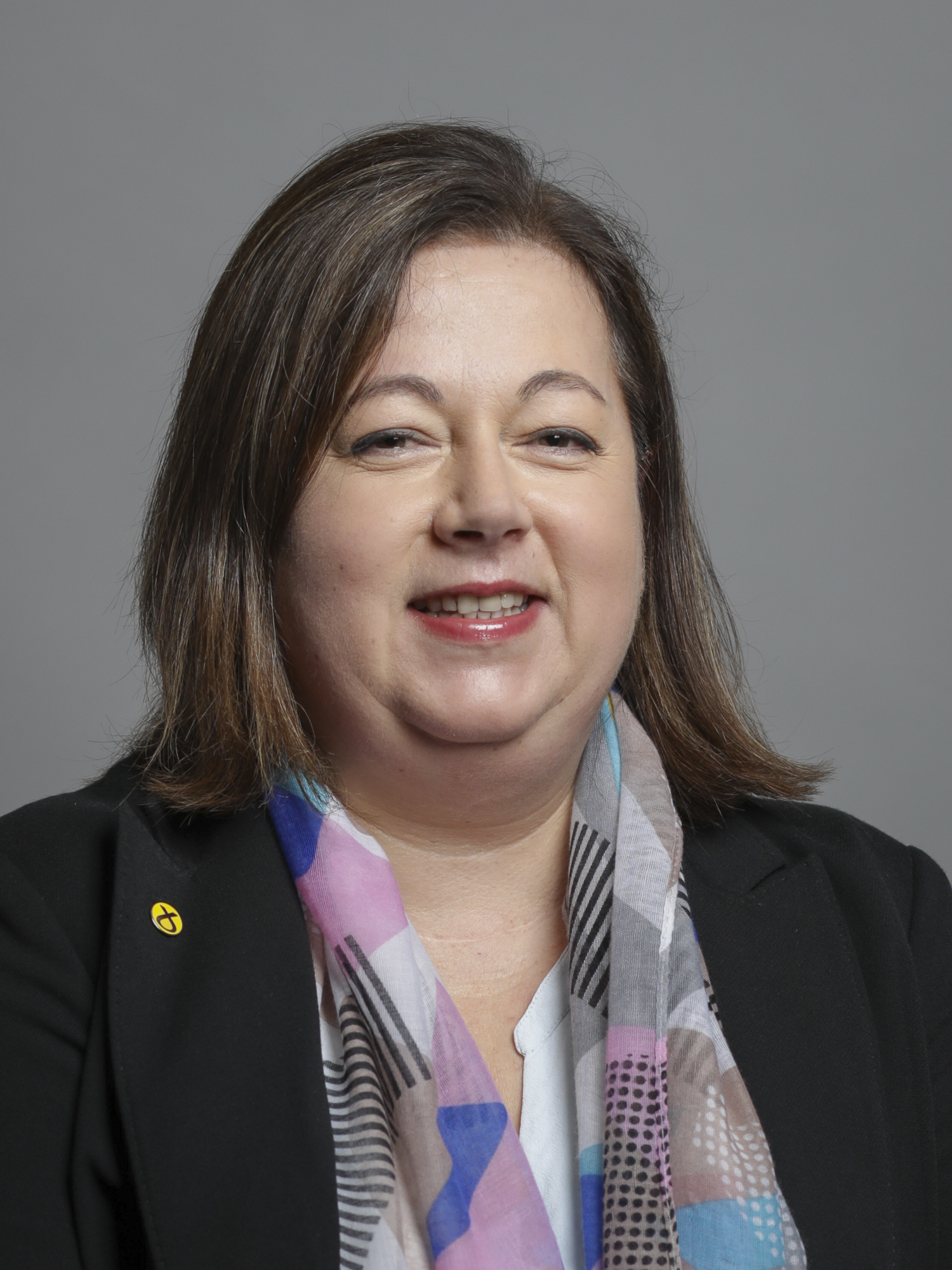
Kirsten Oswald, 2020

Kirsten Oswald (* 21. Dezember 1972 in Dundee) ist eine schottische Politikerin der Scottish National Party (SNP).

## Leben
Oswald wurde 1972 in Dundee geboren, wuchs jedoch in Carnoustie auf. Sie besuchte die Carlogie Primary School sowie die Carnoustie High School. Nach Abschluss studierte Oswald Geschichte an der Universität Glasgow. Sie war im Personalwesen tätig. 2008 zog Oswald in die Council Area East Renfrewshire und lebt dort in Clarkston. Sie ist verheiratet und zweifache Mutter.

## Politischer Werdegang
Im Juni 2014 trat Oswald in die SNP ein. In ihrer Region warb sie für die Befürwortung des Referendums zur schottischen Unabhängigkeit. Im Januar 2015 wurde sie als SNP-Kandidatin für die britischen Unterhauswahlen 2015 im Wahlkreis East Renfrewshire bestätigt. Sie trat dabei unter anderem gegen den Labour-Abgeordneten Jim Murphy an, welcher den Wahlkreis seit 2005 im britischen Unterhaus vertrat.
Im Vorfeld der Wahlen wurde eine Wahlkampagne Oswalds kontrovers aufgenommen. Bei dieser schrieb sie gezielt Wähler der Conservative Party an und bat um ihre Stimmen, um die Vormachtstellung der Labour Party im Wahlkreis zu brechen. Sie verteidigte ihre Vorgehensweise mit der Begründung, dass die Konservativen ebensolche Taktiken anwendeten. Nach massiven Stimmgewinnen der SNP bei diesen Wahlen erreichte Oswald mit 40,6 % den höchsten Stimmenanteil und zog in der Folge erstmals in das House of Commons ein.
Mit Stimmverlusten verlor Oswald bei den vorgezogenen Unterhauswahlen 2017 ihr Mandat. Dieses ging an den Kandidaten der Konservativen, Paul Masterton. Bei den Unterhauswahlen 2019 gewann sie das Mandat zurück.